# 陰キャラブコメ
『陰キャラブコメ』（いんキャラブコメ）は、インディーゲームクリエイターのじょせふによって開発され、Phoenixxより配信されているゲームソフト。内容は陰キャ攻略恋愛風ノベルゲーム。対応プラットフォームはPC（BOOTH）およびiOS。
2024年の配信開始後より、攻略キャラは全員個性的な“陰キャ”のみという類を見ない設定と、陰キャならではの繊細な心理描写、ギャグと共感を織り交ぜたストーリーが話題を呼んだ。
2025年5月5日にSteam版『陰キャラブコメ インシツマシマシ』が発売。

## ストーリー
物語の舞台は、叡聖大学という私立大学。
主人公は、陰キャをこよなく愛し、陰キャを喰いまくることを夢見ている大学生のあなた。しかし、国際色豊かで三歩歩けば帰国子女にぶつかり、ノンデリ陽キャが幅を利かせている私大に通っている以上、その望みは叶えられないものだと思っていた。
そんなある日、そんなある日、あなたは海辺にいてさざなみが聞こえたかと思えばカドショでシャカパチが聞こえるという、陰キャがマウントをとってくる吉夢で目が醒める。
「陰キャオタクの夢が見られるなんて、今日はいいことがある気がするなあ。」
その予想は的中する。大学で陽キャにいじめられていた陰キャを助けたところ、なんとオタサーの会長を任されることとなったのだった。クセの強い陰キャオタクたちに囲まれながら、戸惑いと共に始まる“陰キャ”たちの学園ラブ&ギャグストーリー。
さあ、個性豊かな陰キャたちを、両手いっぱいの愛と欲望で抱きしめて。陽キャは問答無用で撃墜せよ。

## システム
プレイヤーは「陰キャ」としての自意識を抱えたキャラクターたちの青春模様を追体験する。
ゲームは選択肢によってストーリーが分岐し、複数のエンディングが用意されている。登場キャラクターは約6名で、それぞれに独自のバックストーリーとルートが存在する。

## 登場人物
主人公（会長）／加賀美とおる（デフォルトネーム）
声 - ファイルーズあい
本作の主人公。陽キャから陰キャを助けたところ、叡聖ゲーム同好会4代目会長に任命された叡聖大学ゲーム同好会の会長。
だいだい（大橋大河）
声 - 室元気
情報工学科1年の新入生。 一を聞かず、十を喋る陰キャオタク。
他人に唾を飛ばしながらマウントをとることがコミュニケーションであり、自分はその能力が高いと信じている。
臭いカドショでTCGに勤しみ、バキバキのスマホでソシャゲのイベントを走り、アクキーをジャラジャラと鳴らしながら今日もキャンパスをビタ走る。
つがい（番井孝人）
声 - 岩崎諒太
叡聖大学哲学科3年。叡ゲ同の中では唯一双方向の正常な意思疎通が可能。
一方で炎上系ネット論客の暴露本を読んでいるなど、「常識人」という言葉だけでは形容しきれない何かがありそうだ。
ash（？？？）
声 - 坂田将吾
本名不明、学科も不明で、部室でいつも寝ている謎の多い人物。
「不快」が口癖で、他人に対して刺々しい言葉ばかりを投げてしまう民度が最悪な格ゲーマー。
普通ならば、このまま深くは関わらず終わるだろう。
西村陽日
声 - 小林裕介
商学部2年の陽キャ。
「ゲームがしたい」という理由で陰キャの楽園叡ゲ同に土足で踏み入り、陽キャのキッツイノリで削るように絡んでくるため、ただでさえ多湿な部室は、さらに空気が濁っていく。